# آدزیتاروو
آدزیتاروو (انگلیسی: Adzitarovo) یک شهرک در شهرستان کارماسکالینسکی استان باشقیرستان کشور روسیه است.